# Lesław Stadnicki

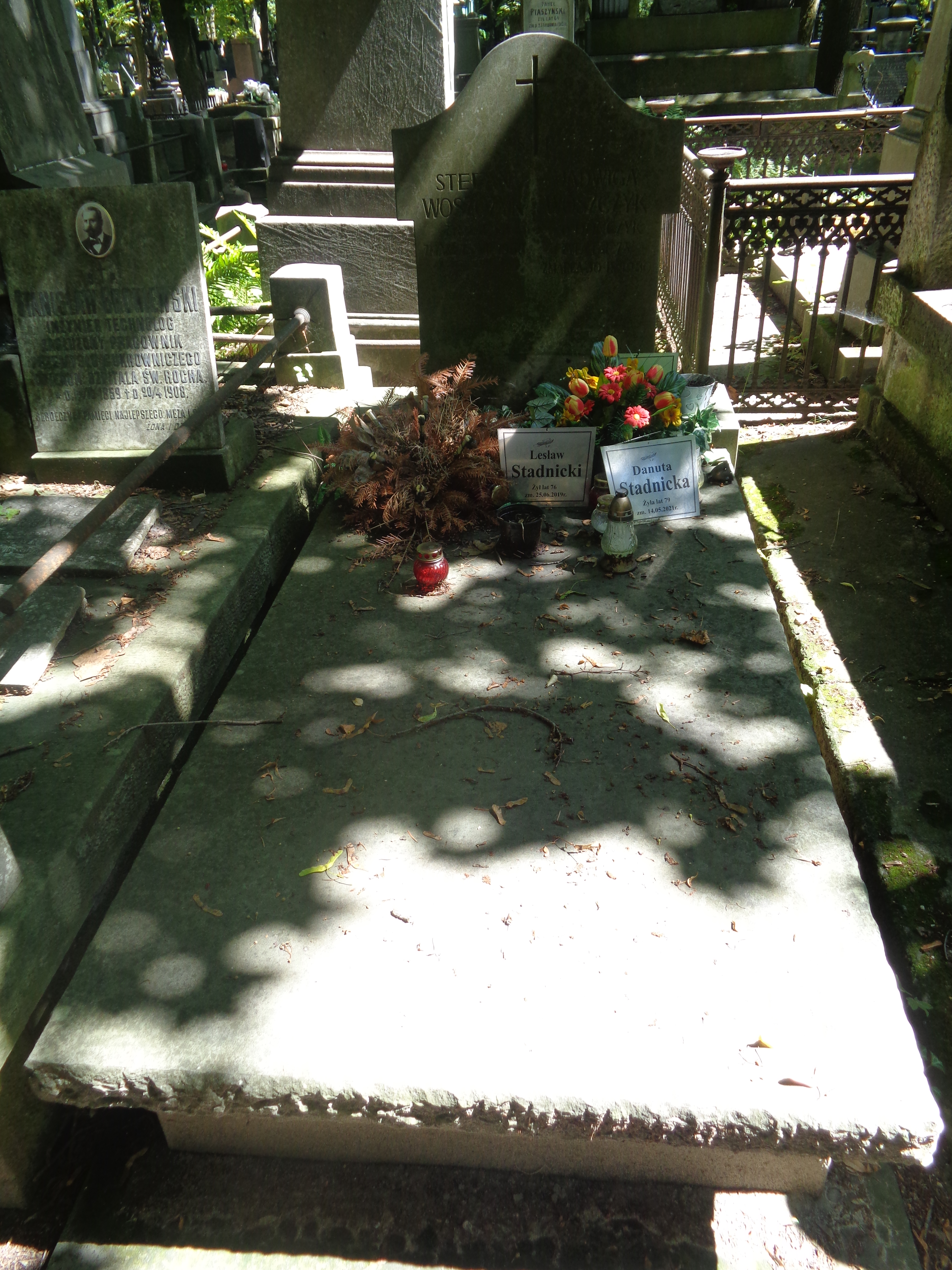
Nagrobek Lesława Stadnickiego na Cmentarzu Powązkowskim

Lesław Stadnicki (ur. 1942, zm. 26 czerwca 2019) – polski brydżysta, medalista mistrzostw Polski.
Był wielokrotnym medalistą mistrzostw Polski. W 1978 i 1978/1979 w barwach Marymontu Warszawa zdobywał drużynowe mistrzostwo Polski, zaś w 1983/1984 w barwach Budowlanych Poznań. Posiadał tytuł Arcymistrza Międzynarodowego. Pochowany został na Starych Powązkach w Warszawie

## Publikacje
- Wist (Polski Związek Brydża Sportowego, wspólnie z Władysławem Izdebskim)
- Wszyscy gramy w brydża (RSW Prasa-Książka-Ruch, 1977; wspólnie z Henrykiem Niedźwieckim i Aleksandrem Różeckim)